# Bourjois
Bourjois è un'azienda francese di cosmetica e profumeria fondata da Joseph-Albert Ponsin nel 1863, con sede a Parigi.

## Storia
L'azienda fu fondata nel 1863 dall'attore Joseph-Albert Ponsin, che aveva creato una linea di cerone ed altri prodotti per le compagnie teatrali.. I suoi prodotti divennero celebri grazie al fatto di utilizzare degli originali nomi per i colori come "gelosia" o "mal d'amore".
Nel 1868, Ponsin cedette l'attività ad Alexandre-Napoléon Bourjois (1847-1893), che rese il marchio popolare, facendolo conoscere in tutto il mondo. Nel 1890, entra nella società Émile Orosdi (1869-1918), di origine austro-ungarica, che aiuterà l'azienda a crescere e ne prenderà le redini alla morte di Bourjois.
Nel 1898 Ernest Wertheimer rileva il 50% dell'azienda. Nel 1909 l'azienda lancia il profumo Ashes of Roses, che intorno al 1920 viene venduto in confezioni in vetro squadrato simili a quelle del futuro Chanel No. 5. Nel 1910 l'azienda Bourjois Inc. apre la sua prima filiale negli Stati Uniti. Nel 1917 Paul e Pierre Wertheimer assumono la direzione dell'azienda, orientandone la produzione in direzione di profumi in stile contemporaneo e non più unicamente floreale. Dal 1919 la loro fragranza, Mon parfum, viene lanciata sfruttando il concetto, nuovo per la moda dell'epoca, dell'unicità della personalità delle consumatrici, ed esortando quindi il pubblico femminile a cercare un proprio stile personale e a esprimerlo attraverso l'abbigliamento e il profumo. Nel 1929 viene lanciato il profumo Soir de Paris, creato da Ernest Beaux, che diventerà il prodotto più celebre del marchio.